# Herb diecezji świdnickiej

Herb bpa Marka Mendyka

Herb diecezji świdnickiej – symbol heraldyczny diecezji świdnickiej.
Przedstawia na tarczy "francuskiej starej" pole dzielone klinem na opak.
W polu górnym, złotym, umieszczono otwartą księgę srebrną, (Pismo Święte) pod czarnym monogramem XP, z którego rozchodzi się sześć promieni: z prawej - trzy czerwone z lewa w skos, z lewej- trzy błękitne w skos. Pole dolne, dwudzielne w słup; w polu prawym, błękitnym ma cieniowaną na czarno postać Najświętszej Maryi Panny z Dzieciątkiem Jezus, stojącą na półksiężycu,otoczoną promienistą mandrolą; w polu lewym, błękitnym,postać błogosławiącego biskupa z pastorałem w dłoni, przedstawioną za pomocą czarnego cieniowania.
Otwarte Pismo Święte świadczy o tym, że Słowo Boże jest żywe i stanowi niezachwiany autorytet.
Promienie nawiązują do ikonografii obrazu "Jezu ufam Tobie" z objawień s. Faustyny Kowalskiej.
Godło z pola prawego jest wizerunkiem z XIV- wiecznego obrazu Matki Bożej Świdnickiej, zwanej niekiedy "Panią w słońcu", który znajduje się w kościele katedralnym pod wezwaniem św.Stanisława i św. Wojciecha.
Postać biskupa,rzeźba z tegoż kościoła, przedstawia św. Stanisława.
Herb utworzonej 25 marca 2004 roku diecezji świdnickiej jest herbem pierwszego biskupa ordynariusza diecezji bpa. Ignacego Deca. Tylko pierwszy biskup nowo powstałej diecezji ma przywilej tworzenia i daje początek tradycji, na danym obszarze, gdzie dotychczas nie erygowano diecezji.